# Esterilització (microbiologia)

Aparell per esterilitzar instruments de cirurgia, fotografiat entre 1914-1918 a l'Arxiu Federal de Suïssa.

L'esterilització es refereix a qualsevol procés que elimina, mata o desactiva totes les formes de vida (en particular, es refereix a microorganismes com fongs, bacteris, virus, espores, protozous, etc.) i altres agents biològics com els prions presents a una superfície, un objecte o un fluid específics, per exemple, aliments o suports de cultius biològics.
L'esterilització es pot aconseguir mitjançant l'aplicació de calor, productes químics, les radiacions, d'alta pressió o de filtració.

## Conceptes generals
La majoria d'objectes quotidians estan contaminats amb una gran varietat de microorganismes. Generalment aquesta situació no és preocupant si les persones estan en bones condicions de salut, però per a determinats hostes malalts o susceptibles suposen un risc infecciós molt important.
Per aquest motiu, en entorns hospitalaris o alimentaris és molt important garantir que tots els articles rebin un tractament apropiat per disminuir o evitar aquest risc. Els procediments que se centren en disminuir la càrrega microbiana són: la neteja-descontaminació, la desinfecció i l'esterilització.

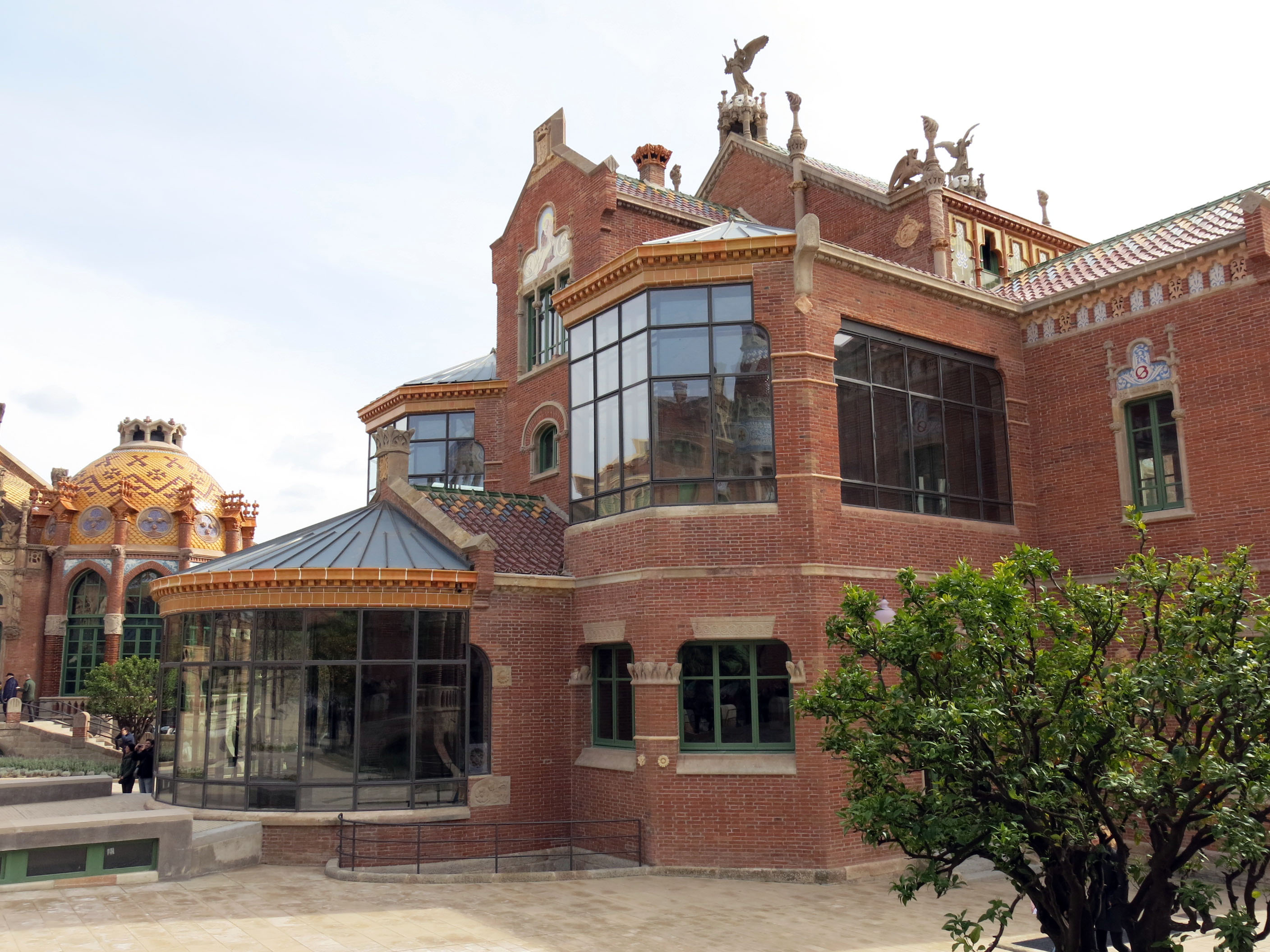
Al pavelló d'operacions de l'Hospital de Sant Pau, construït a partir del 1905, ja hi havia una sala dedicada a l'esterilització de l'instrumental.

La resistència dels microorganismes a aquests processos és variable i està relacionada amb la seva estructura, capacitat de produir espores o amb el gruix o presència de certs components a la seva paret cel·lular (lípids o proteïnes). De més a menys resistents, la llista de resistència dels microorganismes és:
- Prions
- Espores bacterianes
- Mycobacterium
- Espores de fongs
- Virus petits
- Fongs de formes vegetatives
- Bacteris vegetatius
- Virus mitjans

Altres factors influents a la resistència a l'esterilització són: La càrrega bacteriana total, la presència de matèria orgànica, la presència de sals minerals, el pH i la temperatura.
Les diferències en la resistència que oposen els microorganismes ha permès realitzar una aplicació pràctica i triar capes indicadores, que es fan servir en la preparació de controls biològics (seleccionant la soca més resistent al mètode d'esterilització).

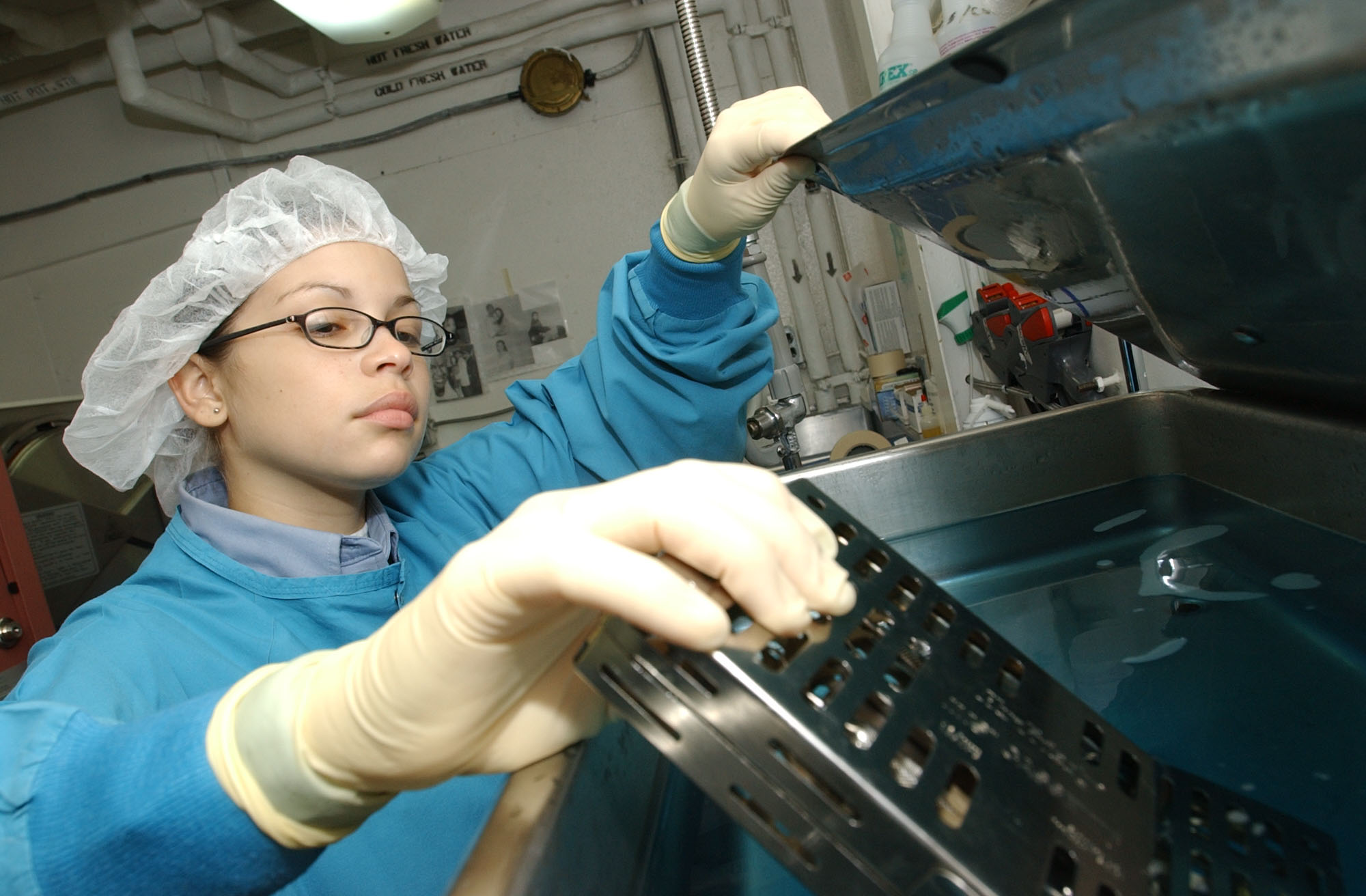
Una dentista de la US Navy esterilitza equipament, a bord del USS John C. Stennis (CVN 74) l'any 2003.

Quan una càrrega microbiana s'exposa a un mètode d'esterilització, la velocitat a la que es produeix la seva mort és proporcional a l'aplicació d'aquell mètode durant un temps determinat. En funció d'això, experimentalment es determinen corbes de mort dels microorganismes que permeten avaluar els mètodes.
Aquests estudis inclouen dos paràmetres importants: el valor Z i el valor D. El valor Z és la temperatura requerida per reduir en un 90% els microorganismes sobre un objecte determinat en un temps concret. El valor D és el temps de reducció decimal d'una càrrega de microorganismes. Es pot definir també com el temps necessari per destruir el 90% dels microorganismes d'un objecte determinat a una temperatura concreta.
Per això s'utilitza el concepte que cap mètode d'esterilització pot assegurar l'eliminació total dels microorganismes. A la pràctica s'aconsegueix que la possibilitat que hi hagi un microorganisme sigui molt baixa (0,000001 possibilitat de càrrega bacteriana supervivent o, en anglès, bioburden).
La Food and Drugs Administration (FDA) dels EUA exigeix que cada mètode d'esterilització ha de documentar i certificar que la possibilitat de trobar un article no estèril és menor que una en un milió. A aquest indicador se l'anomena sterility assurance level (SAL), o nivell de garantia d'esterilitat, i és de 10-6. Aquest indicador és el més usat actualment i permet demostrar i definir que un instrument s'ha esterilitzat.

## Esterilització per calor
Per exemple, en l'esterilització alimentària constitueix a sotmetre els aliments a una temperatura d'entre 120 i 150 °C durant un temps determinat que oscil·la entre 10 i 15 minuts. Aquest mètode elimina tots els microorganismes nocius dels aliments i s'utilitza en fruites, verdures, carn i peix. La llet és un cas especial, ja que la tècnica emprada per conservar-la consisteix a sotmetre-la a una temperatura de 140 °C durant un segon.

## Esterilització química
Antigament el bromur de metil usat en molts processos d'esterilització és un dels principals causants del forat de la capa d'ozó.
Són utilitzats:
- Òxid d'etilè
- Diòxid de nitrogen
- Ozó
- Glutaraldehid i formaldehid
- Peròxid d'hidrogen
- Àcid peracètic

## Esterilització per irradiació
- Esterilització per radiacions no ionitzants
  - Llum ultraviolada
- Esterilització per radiacions ionitzants